# Réserve forestière de Bafut-Ngemba
Pour les articles homonymes, voir Bafut.
La réserve forestière de Bafut-Ngemba (Bafut-Ngemba Forest Reserve  en anglais, BNFR en sigle) est une réserve naturelle, classée en 1953, située dans la Région du Nord-Ouest au Cameroun, à 35 km de Bamenda et à 3 km de Santa, sur une altitude comprise entre 1800 et 2 500 m, avec une superficie de 4 218 hectares.

## Faune et flore
On y observe diverses espèces endémiques et/ou rares, animales (l'amphibien Astylosternus rheophilus, le reptile Leptosiaphos ianthinoxantha) et végétales (Blumea crispata, Crotalaria ledermannii, Dalbergia oligophylla , Dissotis bambutorum, Dissotis longisetosa, Helichrysum cameroonense, Plectranthus insignis, Psorospermum aurantiacum, Tapinanthus letouzeyi).